# Ситхи
Сіти (англ. Sith) — вигадані персонажі з всесвіту «Зоряні Війни», адепти темної сторони Сили, непримиренні противники джедаїв. Більшість сітів колись були джедаями, поки темна сторона Сили не захопила їх. Темний бік підживлюється негативними емоціями: гнівом, владолюбством, почуттям переваги, ненавистю, страхом. Чутливість до Сили дає певні переваги, і сіти використовують їх, ґрунтуючись на власному егоїзмі та жадобі влади.
За історією у всесвіті — назву «сіти» отримали від гуманоїдної раси з планети Коррібан, яку колись поневолили джедаї-відступники. Головна зброя сітів — світловий меч, але, на відміну від мечів джедаїв, його клинок найчастіше червоного кольору. Очі сітів під тривалим впливом темної сторони Сили набувають жовтуватого відтінку.

## Кодекс сітів
Як і у Ордена Джедаїв, у сітів є свій Кодекс:
| (Англійська): Peace is a lie, there is only passion Trough passion, I gain strength Trough strength, I gain power Trough power, I gain victory Trough victory, my chains are broken The Force shall free me. | Мир — брехня, існує лише пристрасть Через пристрасть, я отримую силу. Через силу, я отримую могутність Через могутність, я отримую перемогу. Через перемогу, мої кайдани зламані Сила мене звільнить. |
| --- | --- |

## Історія
Згідно з книгами розширеного всесвіту «Зоряні Війни», Орден Сітів було засновано після Великої Гіперкосмічної війни джедаями-відступниками, які вважали, що «справжньої» сили можна досягти лише через емоції, а не вдумливу медитацію, як їх вчили. Тертя в Ордені джедаїв розросталися, поки за сім тисяч років до явінської битви не перейшли до відкритого конфлікту. Цей конфлікт, названий Столітньою темрявою або другим Великим розколом, призвів до того, що темні джедаї були вигнані зі Старої Республіки. Ці знедолені влаштувалися на далекій планеті Коррібан, пустельному світі, населеному сітами, расою червоношкірих гуманоїдів, що мали тісний зв'язок з Силою. Прибулих до них темних джедаїв-вигнанців вони стали шанувати як богів, оскільки ті набагато перевершували у володінні Силою самих сітів. Протягом тисячоліть темні джедаї жили серед сітів та поступово змішалися з ними. До того часу, як сама раса практично вимерла, їхні поневолювачі, темні джедаї, стали називати себе Орденом Сітів, хоча за расою сітами вони не були.
Лідери сітів у хронологічному порядку (до правління Каана лише одна людина могла носити титул темного владики сітів, також після Дарта Бейна лише одна людина носила титул Темного владики):
- Ксендор (Xendor)
- Арден Лін (Arden Lyn)
- Аджанта Полл (Ajunta Pall)
- Датка Ґрауш (Dathka Graush)
- Тулаков Горд (Tulak Hord)
- Дарт Андедду (Darth Andeddu)
- Шеймус (Simus)
- Марка Раґнос (Marka Ragnos)
- Наґа Садо (Naga Sadow)
- Лудо Крешш (Ludo Kressh)
- Фрідон Наддо (Freedon Nadd)
- Екзар Кун (Exar Kun)
- Владика Вішейт (Lord Vitiate)
- Дарт Реван (Darth Revan)
- Дарт Малак (Darth Malak)
- Дарт Малґус (Darth Malgus)
- Дарт Бендон (Darth Bandon)
- Дарт Трея (Darth Traya)
- Дарт Сіон (Darth Sion)
- Дарт Нігілюс (Darth Nihilus)
- Дарт Руїн (Darth Ruin)
- Белія Дарзу (Belia Darzu)
- Владика Каан (Lord Kaan)
- Владика Кордіс (Lord Qordis)
- Владика Копеж (Lord Kopecz)
- Владичиця Ґітані (Lady Githany)
- Каокс Крул (Kaox Krul)
- Севісс Ваа (Seviss Vaa)
- Дарт Бейн (Darth Bane)
- Дарт Занна (Darth Zannah)
- Дарт Коґнус (Darth Cognus)
- Дарт Мілленіал (Darth Millennial)
- Дарт Алкатар (Darth Alkatar)
- Дарт Вектівус (Darth Vectivus)
- Дарт Тенебрус (Darth Tenebrus) )
- Дарт Плегас (Darth Plagueis)
- Дарт Сідіус (Darth Sidious)
- Дарт Мол (Darth Maul)
- Дарт Тіранус (Darth Tyranous)
- Дарт Вейдер (Darth Vader)
- Владичиця Люмія (Lady Lumiya)
- Владика Флінт (Lord Flint)
- Карнор Джакс (Carnor Jax)
- Дарт Каедус (Darth Caedus)
- Дарт Крайт (Darth Krayt)
- Дарт Ніл (Darth Nil)
- Дарт Талон (Darth Talon)
- Дарт Маладі (Darth Maladi)
- Дарт Віірлок (Darth Wiirlok)
- Лорд Лейер (Lord Layer)

## Темний владика сітів
Темний владика сітів (Темний лорд сітів) або Темна володарка сітів (Темна леді сітів) — титул глави ордена сітів (англ. Dark Lord of the Sith/Dark Lady of the Sith).
Цей титул означає визнання його носія найсильнішим з сітів. До часів владики Каана міг одночасно існувати лише один темний владика сітів, але Каан призначив Владиками всіх керівників Братства темряви. Після знищення сітів у Руусанській битві орден було відроджено Дартом Бейном, який встановив «Правило двох», згідно з яким у всесвіті не може бути більше двох Владик сітів одночасно. Вони обидва, незважаючи на розходження в рангах (вчитель та учень, зазвичай) та силі, носили титул Темного владики сітів. У розширеному всесвіті «Зоряних війн» дане «правило двох» іноді переглядалося і часом порушувалось.
Темні владики сітів часто використовували слово Дарт (англ. Darth) як першу частину нового імені, прийнятого ним при переході на темну сторону. Вперше це слово зустрічається у первинному варіанті сценарію фільму «Зоряні війни. Епізод IV. Нова надія», який мав мало спільного з остаточним варіантом. Там «Дарт Вейдер» з'являється як імперський чиновник, якого пізніше стали звати Вілґуфф Таркін, а ім'я Дарт Вейдер перейшло до Сіта у чорних обладунках (Анакін Скайвокер).
Всупереч поширеній думці, слово «дарт» не має нічого спільного з голландським або німецьким словом «темний» (donker і dunkel, відповідно).
Darth (Дарт) і Dark (Дарк — темний) в англійській мові співзвучні. Це проста гра слів, оскільки у сазі всі герої з цим титулом є прихильниками темної сторони, а король сітів є Темним повелителем (Dark Lord of the Sith).
Сіт Каан скасував приставку Дарт, щоб уникнути міжусобиць серед сітів, щоб всі сили були спрямовані на боротьбу з джедаями. Після загибелі Каана і всіх його учнів сіт Бейн знову взяв собі титул Дарт, повторно ввівши його в ужиток.

## Другорядні владики ситів

### Стародавня імперія сітів
- Шар Дахан (Shar Dakhan), жив у часи Наги Садоу
- Дор-Ґаль-Рам (Dor-Gal-Ram)
- Горак-Мул (Horak-Mul)
- Кла (Kla)
- Комок-Да (Komok-Da)
- Мондрак (Mondrak)
- Наджус (Najus)
- Трітос Нал (Tritos Nal)
- Ларад Нун (Larad Noon)
- Покровитель (The Patron)
- Поксалл (Poxall)
- Сімус (Simus)
- Бо Ванда (Bo Vanda)
- Тулак Горд (Tulak Hord)

### Спадкоємці Фрідона Наддо
- Аліма Кето (Aleema Keto)
- Сатал Кето (Satal Keto)
- Екзар Кун (Exar Kun)

### Братство сітів
- Наяма Біндо (Nayama Bindo)
- Крадо (Crado)
- Улік Кел-Дрома (Ulic Qel-Droma)
- Рін Шууір (Rin Shuuir)
- Утріс (Utris)

### Імперія Дарта Ревана
- Ютура Бан (Yuthura Ban)
- Дарт Бендон (Darth Bandon)
- Бастила Шан (Bastila Shan)
- Джорак Ульн (Jorak Uln)
- Утар Винн (Uthar Wynn)

### Осколки імперії Ревана
- Вісас Марр (Visas Marr)
- Дарт Нігілус (Darth Nihilus)
- Дарт Сіон (Darth Sion)
- Дарт Трей (Крей) (Darth Traya (Kreia) )
- Дарт Ніґмус (Ніґмус) (Darth Nigmus (Nigmus) )

### Братство Темряви
- Ка'ан (Kaan)
- Даровіт (Darovit)
- Ла Тор (LaTor)
- Копеж (Kopeje)
- Кордіс
- Каз'ім (Kaz'im)

### Лицарі Рен
- Кайло Рен (Kylo Ren)